# Montes Goda
Los montes Goda son un macizo montañoso que se encuentra en la región de Tadjoura, en Yibuti, al norte del golfo de Tadjoura. Comprende una veintena de cimas que superan los 1.000 m y culminan a 1.783 m en el Eger'aleyta.

## Ecología
Los montañas Goda y las cercanas montañas Mabla son el último refugio del francolín somalí, y uno de los pocos reductos del enebro de África oriental Juniperus procera, que es la especie dominante en el bosque. También son comunes los bojes, pero el rápido declinar del bosque ha hecho que desaparezcan especies animales como el facóquero oriental y el leopardo, y los antílopes estén en decadencia. El pastoreo, la caza y el cambio climático, con largos periodos de sequía, contribuyen al declive. Una parte de las montañas está protegida por el Parque nacional del Bosque de Day, unas 13.900 ha, de las cuales 900 ha poseen el enebro de África oriental. También se encuentran aquí olivos, el aromático Tarchonanthus camphoratus y el draco Dracaena ombet.
El clima es subtropical de zonas altas, con veranos cálidos y secos e inviernos fríos. Las montañas están rodeadas de zonas desérticas, pero a veces la niebla produce una considerable condensación. La temperatura media mínima en las zonas altas baja hasta 10.oC en invierno, pero sube a 18.oC en verano, con máximas medias de 30.oC y una precipitación anual de 434 mm bastante repartida.

## Población
Los habitantes de las nueve aldeas que hay en las montañas son cinco clanes diferentes de los afar, menos nómadas que antiguamente. Practican el pastoreo y tienen  prohibida la tala de árboles, salvo si están secos, para hacer fuego.